# Milenko Zorić
Milenko Zorić (in serbo Миленко Зорић?; Sanski Most, 2 aprile 1989) è un canoista serbo vincitore della medaglia d'argento nel K2 1000m a Rio de Janeiro 2016 in coppia con Marko Tomićević.

## Palmarès
- Olimpiadi

Rio de Janeiro 2016: argento nel K2 1000m.
- Mondiali

Milano 2015: bronzo nel K2 1000m.
Račice 2017: oro nel K2 1000m.
Montemor-o-Velho 2018: bronzo nel K2 1000m.
- Europei

Zagabria 2012: bronzo nel K4 1000m.
Mosca 2016: bronzo nel K2 1000m.
Plovdiv 2017: argento nel K2 1000m.
Belgrado 2018: oro nel K2 1000m.